# Transtorno da comunicação
Transtornos da comunicação (DSM) ou Transtornos específicos do desenvolvimento da fala e da linguagem (CID-10) se referem aos distúrbios da infância que comprometem a aquisição de habilidades para se expressar oralmente, compreender o que ouve ou de articular as palavras e fonemas. 
Quando comprometem múltiplos processos de aprendizagem passa a ser classificado como transtorno invasivo do desenvolvimento e quando comprometem todos processos de aprendizagem são classificados como transtorno global do desenvolvimento.
Essa classificação não se refere aos transtornos diretamente causados por defeitos anatômicos, por comprometimentos dos órgãos sensoriais, nem por retardo mental nem fatores ambientais, como drogas ou venenos. 

## Classificação
Os transtornos específicos do desenvolvimento da fala e da linguagem são classificados pelo CID-10 como:
- Transtorno específico da articulação da fala: Mais conhecido como dislalia, é caracterizado pela dificuldade em pronunciar alguns fonemas, porém a capacidade de compreensão e de escrita é normal. O exemplo mais famoso no Brasil é o Cebolinha.
- Transtorno expressivo de linguagem: é caracterizada por uma capacidade de falar nitidamente inferior ao nível correspondente à sua idade mental, mas no qual a compreensão e articulação da linguagem é normal.
- Transtorno receptivo da linguagem: Também conhecida como Agnosia auditiva congênita, é caracterizado por uma capacidade de compreensão da linguagem abaixo do nível correspondente à idade. Em quase todos os casos, a linguagem expressiva e articulação da fala também estão comprometidos.
- Afasia adquirida com epilepsia: Também conhecida como Síndrome de Landau-Kleffner, a criança desenvolve normalmente a linguagem até começarem as convulsões, usualmente entre os 3 a 7. A perda de linguagem é brusca, em questão de dias ou semanas. As convulsões podem só ser percebidas vários meses após a perda da linguagem. É 70% mais comum em meninos. [3]
- Outros transtornos específicos do desenvolvimento da fala e da linguagem:
  - Balbucio: Também chamado de gagueira, é caracterizado pela repetição de fonemas e pela hesitação ao falar. É normal em bebês, mas espera-se que não persista após os 3 anos de idade. É 3 vezes mais frequente em meninos, piora com a ansiedade e a criança não percebe que repete as sílabas. O prognóstico é bom, quase 80% das crianças desenvolvem uma fala normal conforme crescem. [4]
  - Sigmatismo: Popularmente conhecido como língua presa, se refere a dificuldade de pronunciar os fonemas com s, x, j, ou z.

- Transtorno de Desenvolvimento de Linguagem: Também chamado de TDL, consiste em uma dificuldade persistente em adquirir e desenvolver a sua própria língua, ocasionando impactos na vida diária no âmbito psicossocial, emocional e acadêmico, sem justificativa biomédica para o quadro (BISHOP et al, 2017).

## Sinais e sintomas
Os transtornos específicos do desenvolvimento da fala e da linguagem frequentemente estão associados a:
- Dificuldades para ler e soletrar,
- Dificuldade para se relacionar,
- Transtornos emocionais,
- Transtornos comportamentais.

## Diagnóstico diferencial
Para fazer o diagnóstico de transtorno da comunicação deve-se primeiro excluir:
- Surdez
- Deficiência intelectual
- Autismo
- Outras doenças neurodegenerativas